# Grevenbroich
Grevenbroich (německy  ɡʁevn̩ˈbʁoːx), je město v německé spolkové zemi Severní Porýní-Vestfálsko. Po Neussu a Dormagenu se jedná o třetí největší město zemského okresu Rýn-Neuss ve vládním obvodu Düsseldorf. Grevenbroich se rozkládá na řece Erft v trojúhelníku mezi velkoměsty Düsseldorf, Kolín nad Rýnem a Mönchengladbach. Leží přibližně 15 kilometrů jihozápadně od Neussu, 15 kilometrů jihovýchodně od Mönchengladbachu a kolem 30 kilometrů severozápadně od Kolína nad Rýnem. V roce 2023 zde žilo přes 65 tisíc obyvatel.

## Historie
Na konci 13. století vzniklo opevněné sídlo v oblasti dnešního Grevenbroichu. Bažinatá oblast mezi řekami Rýnem a Mázou, která náležela hrabství Kessel, se nacházela v blízkosti staré římské stezky a poskytovala vhodné místo pro stavbu hradu, který byl chráněn před nepřátelskými útoky bažinami, lomy a řekou Erft. Roku 1297 zde byl založen klášter, který se stal součástí zdejší osady Broich. V roce 1307 se stalo opevnění součástí hrabství a později vévodství Jülich. V 15. století zde nechali vévodové z Jülich vybudovat zámek, ve kterém od roku 1425 zasedal zemský sněm vévodství. Grevenbroich byl až do roku 1794, kdy byl obsazen francouzskými revolučními vojsky, sídelním městem úřadů vévodství Jülich a pod jeho kontrolu spadala také města Mönchengladbach a Rheydt. Město se až do konce 18. století příliš nerozvíjelo. V roce 1767 zde žilo pouhých 330 obyvatel, zatímco roku 1820 to bylo 620 obyvatel a v roce 1871 již 1325 obyvatel. Průlom přišel v období, kdy se stal Grevenbroich železničním uzlem a ve městě se začal rozvíjet průmysl – především textilní, papírenský, strojírenský a potravinářský průmysl. V roce 1900 tak žilo v Grevenbroichu již 3410 obyvatel. V 19. století se v okolí města rozvíjela také těžba hnědého uhlí.

## Partnerská města
- Auerbach, Sasko, Německo
- Kessel, Nizozemsko
- Saint-Chamond, Francie
- Celje, Slovinsko

## Galerie

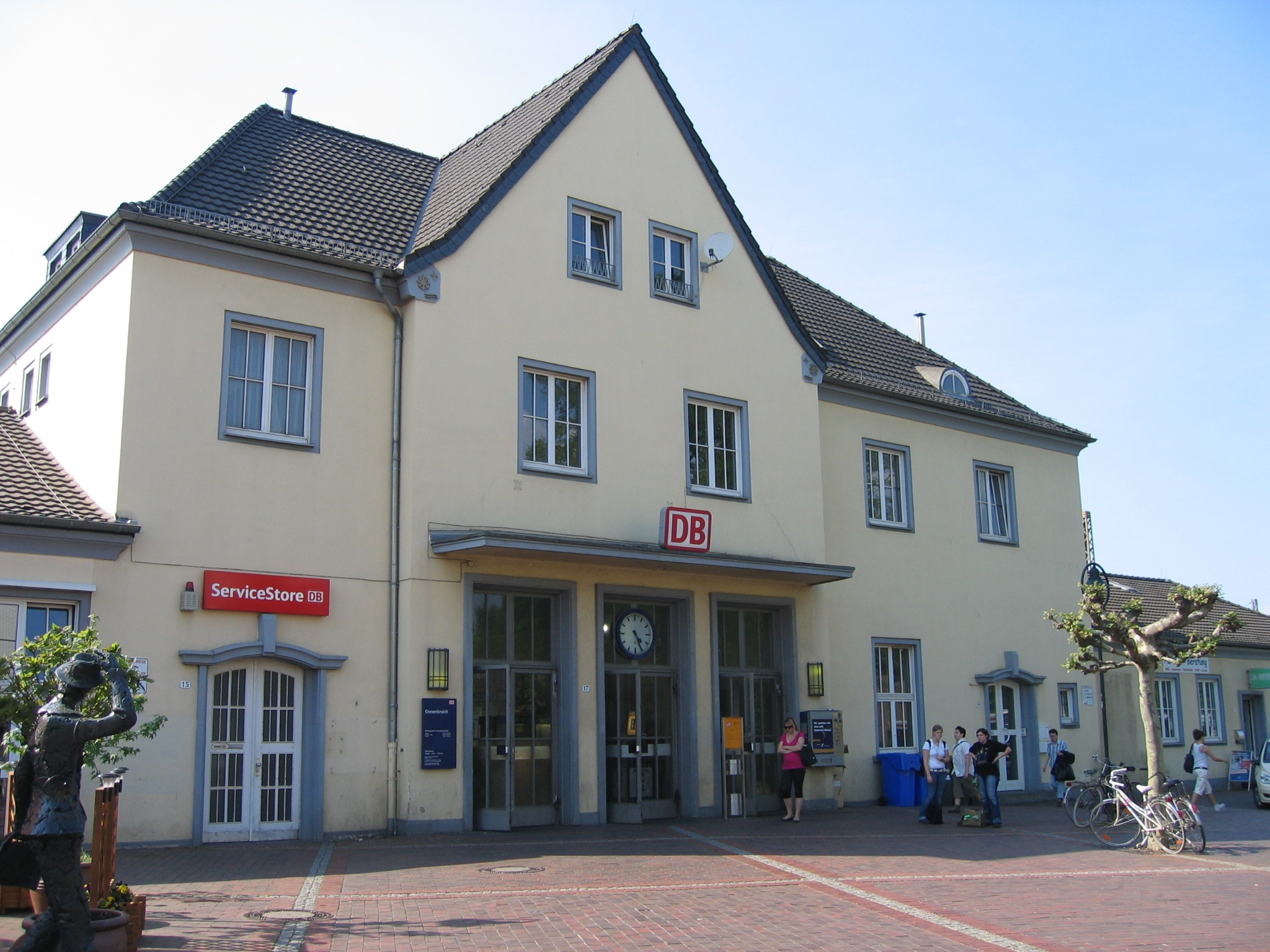
Vlakové nádraží
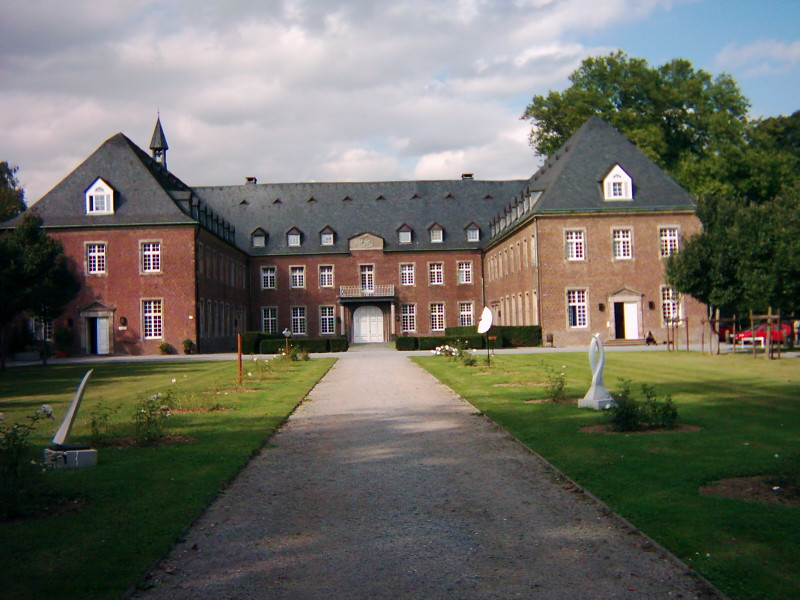
Klášter Langwaden
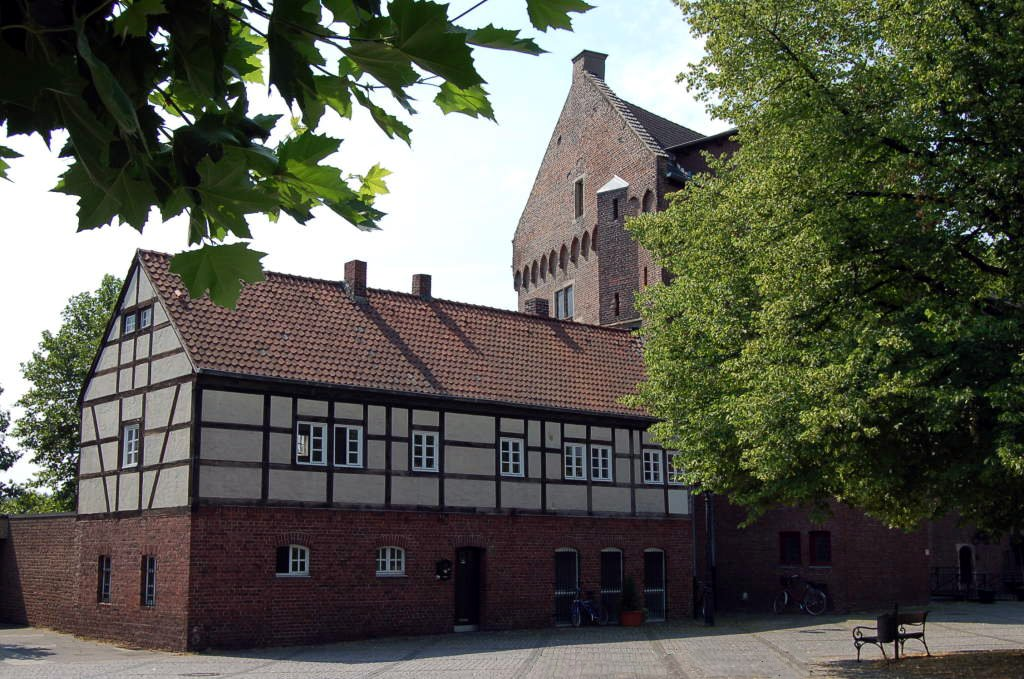
Starý zámek